# Garry Robert
Garry Robert (9 gennaio 1973) è un ex calciatore seychellese, di ruolo centrocampista.